# Gadget
För andra betydelser, se Gadget (olika betydelser).
Gadget är ett grindcore-band från Gävle som startade 1999 och som gett ut tre fullängdsalbum. Gadget startades av William Blackmon och Rikard Olsson 1999. Bandet var från början menat att vara Williams solo-projekt men blev senare ett band. 2003 spelade Gadget in sin första fullängdsskiva Remote, i Phlat Planet Studio i Göteborg tillsammans producenten Fredrik Reinedahl. Remote släpptes av Relapse Records 16 februari 2004. Bandets andra album, The Funeral March, spelades in i januari 2006 och producerades av William Blackmon och bandet själva. The Funeral March släpptes i maj senare samma år. 
I december 2013 meddelade bandet på sin Facebooksida att ett tredje och ännu obetitlat album skulle börja spelas in i Studio Overlook den 24 januari 2014.